# Stamboom Frederika van Hessen-Darmstadt (1751-1805)
Dit is de stamboom van Frederika van Hessen-Darmstadt (1751-1805).
| Stamboom Frederika van Hessen-Darmstadt (1751-1805)                                          | Stamboom Frederika van Hessen-Darmstadt (1751-1805)                                                                          | Stamboom Frederika van Hessen-Darmstadt (1751-1805)                                                                          | Stamboom Frederika van Hessen-Darmstadt (1751-1805)                                                                          | Stamboom Frederika van Hessen-Darmstadt (1751-1805)                                                | Stamboom Frederika van Hessen-Darmstadt (1751-1805)                                                | Stamboom Frederika van Hessen-Darmstadt (1751-1805)                                                |
| -------------------------------------------------------------------------------------------- | --- | --- | --- | -------------------------------------------------------------------------------------------------- | -------------------------------------------------------------------------------------------------- | -------------------------------------------------------------------------------------------------- |
| Grootouders                                                                                  | Lodewijk VIII van Hessen-Darmstadt (1681-1768) x1717 Charlotte Christine Magdalene Johanna van Hanau-Lichtenberg (1700-1726) | Lodewijk VIII van Hessen-Darmstadt (1681-1768) x1717 Charlotte Christine Magdalene Johanna van Hanau-Lichtenberg (1700-1726) | Lodewijk VIII van Hessen-Darmstadt (1681-1768) x1717 Charlotte Christine Magdalene Johanna van Hanau-Lichtenberg (1700-1726) | Christiaan III van Palts-Zweibrücken (1674-1735) x1719 Carolina van Nassau-Saarbrücken (1704-1774) | Christiaan III van Palts-Zweibrücken (1674-1735) x1719 Carolina van Nassau-Saarbrücken (1704-1774) | Christiaan III van Palts-Zweibrücken (1674-1735) x1719 Carolina van Nassau-Saarbrücken (1704-1774) |
| Ouders                                                                                       | Lodewijk IX van Hessen-Darmstadt (1719-1790) x 1741 Henriëtte Caroline van Palts-Tweebruggen                                 | Lodewijk IX van Hessen-Darmstadt (1719-1790) x 1741 Henriëtte Caroline van Palts-Tweebruggen                                 | Lodewijk IX van Hessen-Darmstadt (1719-1790) x 1741 Henriëtte Caroline van Palts-Tweebruggen                                 | Lodewijk IX van Hessen-Darmstadt (1719-1790) x 1741 Henriëtte Caroline van Palts-Tweebruggen       | Lodewijk IX van Hessen-Darmstadt (1719-1790) x 1741 Henriëtte Caroline van Palts-Tweebruggen       | Lodewijk IX van Hessen-Darmstadt (1719-1790) x 1741 Henriëtte Caroline van Palts-Tweebruggen       |
| Frederika van Hessen-Darmstadt (1751-1805) x 1769 Frederik Willem II van Pruisen (1744-1797) | | | | | | |
| Kinderen                                                                                     | Frederik Willem III (1770-1840) x 1793 Louise van Mecklenburg-Strelitz (1776-1810)                                           | Lodewijk (1773-1796) x Frederika van Mecklenburg-Strelitz (1778-1841)                                                        | Wilhelmina (1774-1837) x 1791 Willem I van Oranje-Nassau (1772-1843)                                                         | Augusta (1780-1841) x Willem II van Hessen-Kassel                                                  | Hendrik (1781-1846)                                                                                | Willem (1783-1851) x Maria Anna van Hessen-Homburg (?-1846)                                        |
| Kleinkinderen                                                                                | Louise (1808-1870) | Frederik Willem Lodewijk (1794) Frederik (1795-1863) Frederika (1796-1850)                                                   | Willem II (1792-1849) Frederik (1797-1881) Paulina (1800-1806) Marianne (1810-1883)                                          | ?                                                                                                  | ?                                                                                                  | Adalbert (1811-1873) Elisabeth (1815-1885) Waldemar (1817-1849)                                    |